# Lynn Jennings
Lynn Alice Hill-Jennings, ameriška atletinja, * 1. julij 1960, Princeton, New Jersey, ZDA.
Nastopila je na poletnih olimpijskih igrah v letih 1988, 1992 in 1996, četa 1992 je osvojila bronasto medaljo v teku na 10000 m, ob tem še šesto mesto v isti disciplini in deveto v teku na 5000 m. Na svetovnih dvoranskih prvenstvih je osvojila srebrno in bronasto medaljo v teku na 3000 m.